# Hochelaga-Archipel
Der Hochelaga-Archipel [ˈɔʃ.la.ɡa] (französisch Archipel d’Hochelaga) ist eine Inselgruppe im Südwesten der kanadischen Provinz Québec. Sie besteht aus 234 Inseln im Mündungsbereich des Ottawa in den Sankt-Lorenz-Strom. Der Archipel umfasst alle Inseln in den Flussarmen Rivière des Mille Îles und Rivière des Prairies, in den Seen Lac Saint-Louis und Lac des Deux Montagnes sowie in einem Teil des Sankt-Lorenz-Stroms.
Der Name leitet sich von Hochelaga ab, einem Dorf der Sankt-Lorenz-Irokesen im 16. Jahrhundert. Verwendet wurde er erstmals 1935 von Marie-Victorin, einem Botaniker und katholischen Ordensbruder, der im Werk Flore laurentienne die Pflanzenwelt des Sankt-Lorenz-Tals beschrieb.
Die größte Insel des Archipels ist die Île de Montréal, auf der die Stadt Montreal liegt. Zum Stadtgebiet gehören auch 74 kleinere Inseln, darunter Île Bizard, Île des Sœurs, Île Notre-Dame, Île Sainte-Hélène und Île de la Visitation. Die zweitgrößte Insel des Archipels ist Île Jésus, die zusammen mit den Îles Laval und weiteren Inseln die Stadt Laval bildet. Weitere bekannte Inseln sind die Îles de Boucherville, Île Dorval, Île Perrot und Île Sainte-Thérèse.